# Pterolepis glomerata
Espèce
Pterolepis glomerata est une espèce de plantes à fleurs de la famille des Melastomataceae originaire des Antilles et d'Amérique du Sud.

## Synonymes
- Rhexia glomerata Rottb. (basionyme)
- Arthrostemma glomeratum  (Rottb.) Cham.
- Chaetogastra glomerata  (Rottb.) Benth.
- Osbeckia glomerata  (Rottb.) DC.

## Noms vernaculaires
- Arthrostemme à fleurs en glomérules
- Herbe à vaches mâle (Guadeloupe)
- Herbe à mouches (Martinique)

## Répartition et habitat
L'espèce est trouvée en Guadeloupe, Dominique, Martinique, Sainte-Lucie, Saint-Vincent, Grenade, Hispaniola, Porto Rico, Trinidad, Guyane, Venezuela, Nord du Brésil.
C'est une espèce invasive à Hawaii.
On la trouve dans des zones semi-ouvertes humides, en lisières de forêts denses.

## Liste des variétés
Selon Tropicos (1 août 2013) (Attention liste brute contenant possiblement des synonymes) :
- variété Pterolepis glomerata var. angustifolia Cogn.
- variété Pterolepis glomerata var. angusturensis (Rich.) Cogn.
- variété Pterolepis glomerata var. brachyandra (Cham.) Cogn.
- variété Pterolepis glomerata var. glaziovii Cogn.
- variété Pterolepis glomerata var. longifolia Cogn.
- variété Pterolepis glomerata var. martiana Cogn.
- variété Pterolepis glomerata var. microphylla Cogn.
- variété Pterolepis glomerata var. peruviana Cogn.
- variété Pterolepis glomerata var. saldanhaei Cogn.
- variété Pterolepis glomerata var. sherarioides (DC.) Cogn.